# Freching
Freching (également orthographié Fréching) est un hameau de la commune de Kerling-lès-Sierck en Moselle.

## Géographie
Situé au Nord-Est de Kerling-lès-Sierck.

## Toponymie
- Frichingen (1594), Freichingen (1681), Frechingen (1717), Friching (1722), Freichen (1744), Frichingen et Freischingen (1756), Freking (carte Cassini), Freching (1793), Fréching ou Freischingen (1825)[1].
- En allemand : Frückingen[1], Freckingen (période 1940-44). En Francique lorrain : Freschéngen, Frechéngen et Frechéng.

## Histoire
- Village du domaine de Sierck. Formait avec Montenach en 1744 la seigneurie de Rodendorf.
- Ancienne commune réunie entre 1790 et 1794 à Kerling-lès-Sierck. Fut réuni avec Kerling au canton de Sierck par ordonnance du 28 décembre 1825.

## Démographie
Freching comptait 123 habitants en 1900.

## Lieux et monuments
- Chapelle Saint-Joseph (1887)